# 가호쿠군

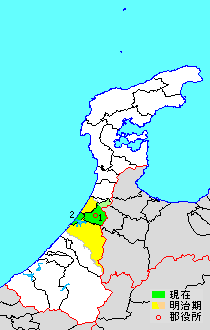
가호쿠 군의 위치

가호쿠군(일본어: 河北郡, かほくぐん)은 일본 이시카와현의 군이다.
인구 62,587명, 면적 130.92km², 인구밀도 478명/km².(2025년 3월 1일, 추계인구)
이하 2정으로 구성된다.
- 우치나다정(内灘町)
- 쓰바타정(津幡町)

## 군역
1878년 행정 구역으로 발족 당시의 군역은 아래 구역에 해당한다.
- 가호쿠시의 대부분
- 가나자와시의 일부
- 우치나다정
- 쓰바타정의 대부분

## 역사
당초의 군명은 가가군(加賀郡)으로 에치젠국에 속했다. 823년, 에누마군과 함께 분국되어 가가국이 되었다. 당시는 데도리강 이북, 오미강 이남의 지역이었지만 동년 6월 4일에 가가 군의 아사노강 이남을 이시카와군으로서 분치했다. 무로마치 시대 무렵부터 가호쿠군의 이름이 사용이 나타나고 이후 가호쿠군이 정식 명칭이 되었다.
- 1889년 4월 1일 - 정촌제 시행으로, 아래의 정촌이 발족. 따로 표기한 경우 외는 현 가나자와시.(1정 33촌)

- 쓰바타정(津幡町): 현 쓰바타정
- 주조촌(中条村): 현 쓰바타정
- 고가네촌(小金村)
- 사카이촌(坂井村)
- 나카구치촌(中口村)
- 가나가와촌(金川村)
- 이노우에촌(井上村): 현 쓰바타정
- 우치나다촌(内灘村): 현 우치나다정
- 오바촌(大場村)
- 핫타촌(八田村)
- 가와스지촌(川筋村)
- 가와사키촌(河崎村)
- 기고시촌(木越村)
- 하나조노촌(花園村)
- 다지카촌(田近村)
- 사키타촌(崎田村)
- 구리카라촌(倶利伽羅村): 현 쓰바타정
- 하기자카촌(萩坂村): 현 쓰바타정
- 가사이촌(笠井村): 현 쓰바타정
- 가사노촌(笠野村): 현 쓰바타정
- 가나우라촌(金浦村)
- 유노타니촌(湯ノ谷村)
- 이오젠촌(医王山村)
- 히가시아가타촌(東英村): 현 쓰바타정
- 다네다니촌(種谷村): 현 쓰바타정
- 니시아가타촌(西英村): 현 가호쿠시
- 가나즈촌(金津村): 현 가호쿠시
- 다카마쓰촌(高松村): 현 가호쿠시
- 가나쓰타니촌(金津谷村): 현 가호쿠시
- 나나쓰카촌(七塚村): 현 가호쿠시
- 나오에다니촌(直江谷村)
- 오하라다니촌(小原谷村)
- 야쿠시다니촌(薬師谷村)
- 모리모토촌(森本村)

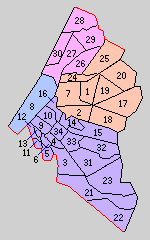
1.쓰바타정 2.주조촌 3.고가네촌 4.사카이촌 5.나카구치촌 6.가나가와촌 7.이노우에촌 8.우치나다촌 9.오바촌 10.핫타촌 11.가와스지촌 12.가와사키촌 13.기고시촌 14.하나조노촌 15.다지카촌 16.사키타촌 17.구리카라촌 18.하기자카촌 19.가사이촌 20.가사노촌 21.가나우라촌 22.유노타니촌 23.이오젠촌 24.히가시아가타촌 25.다네다니촌 26.니시아가타촌 27.가나즈촌 28.다카마쓰촌 29.가나쓰타니촌 30.나나쓰카촌 31.나오에다니촌 32.오하라다니촌 33.야쿠시다니촌 34.모리모토촌
(보라:가나자와시 분홍:가호쿠시: 등색:쓰바타정 파랑:우치나다정)

- 1907년 8월 10일 - 아래의 정촌이 신설합병으로 통합되다.(1정 17촌)
  - 다카마쓰촌 ← 가나쓰타니촌, 다카마쓰촌
  - 가와키타촌(川北村) ← 가와스지촌, 가와사키촌, 기고시촌
  - 하나조노촌 ← 다지카촌, 사키타촌, 하나조노촌
  - 구리카라촌 ← 하기자카촌, 구리카라촌
  - 가사다니촌(笠谷村) ← 가사이촌, 가사노촌
  - 아사카와촌(浅川村) ← 가나우라촌, 유노타니촌, 이오젠촌
  - 아가타촌(英田村) ← 히가시아가타촌, 다네다니촌
  - 우노케촌(宇ノ気村) ← 니시아가타촌, 가나즈촌
  - 미타니촌(三谷村) ← 나오에다니촌, 오하라다니촌, 야쿠시다니촌
  - 고사카촌(小坂村) ← 고가네촌, 사카이촌, 나카구치촌, 가나가와촌
- 1922년 8월 1일 - 다카마쓰촌이 정제 시행으로 다카마쓰정(高松町)となる.(2정 16촌)
- 1936년 4월 1일 - 고사카촌이 가나자와시에 편입.(2정 15촌)
- 1940년 2월 11일 - 나나쓰카촌이 정제 시행으로 나나쓰카정(七塚町)となる.(3정 14촌)
- 1948년)2월 11일 - 우노케천이 정제 시행으로 우노케정(宇ノ気町)となる.(4정 13촌)
- 1949년 6월 1일 - 가와키타촌이 가나자와시에 편입.(4정 12촌)
- 1950년 4월 1일 - 다카마쓰정의 일부가 분리되어 가나쓰촌(金津村)이 발족.(4정 13촌)
- 1951년 4월 1일 - 아가타촌의 일부가 가사다니촌에 편입.
- 1954년
  - 3월 31일 - 쓰바타정·주조촌·가사다니촌·이노우에촌·아가타촌이 합병해, 새로이 쓰바타정이 발족.(4정 9촌)
  - 5월 16일 - 쓰바타정이 하쿠이군 가아이다니촌을 편입.
  - 6월 1일 - 오바촌·핫타촌·하나조노촌·미타니촌·모리모토촌이 합병하여, 모리모토정(森本町)이 발족.(5정 4촌)
  - 7월 15일 - 다카마쓰정이 하쿠이군 미나미오미촌과 합병해, 새로이 다카마쓰정이 발족.
- 1957년
  - 2월 1일 - 구리카라촌이 쓰바타정에 편입.(5정 3촌)
  - 4월 5일 - 아사카와촌이 가나자와시에 편입.(5정 2촌)
- 1960년 4월 1일 - 가나쓰촌이 우노케정에 편입.(5정 1촌)
- 1962년
  - 1월 1일 - 우치나다촌이 정제 시행으로 우치나다정(内灘町)となる.(6정)
  - 6월 1일 - 모리모토정이 가나자와시에 편입.(5정)
- 2004년 3월 1일 - 다카마쓰정·나나쓰카정·우노케정이 합병하여, 가호쿠시(かほく市)가 발족, 군에서 이탈.(2정)